# Qilian Shan
El Qilian Shan (xinès: 祁连山; pinyin: qí lián shān, també Nan Shan, 南山 'muntanyes del sud', com es veia des de la Ruta de la Seda) és una cadena muntanyosa al nord del Kunlun, formant la frontera del nord-est de la província de Qinghai i Gansu, a la República Popular de la Xina.
La serralada s'estén des del sud de Dunhuang aproximadament 800 km al sud-est, formant la frontera occidental del corredor de Gansu. Anteriorment la serralada s'havia anomenat Richthofen, en honor de Ferdinand von Richthofen.
El cim epònim Qilian Shan, aproximadament situat a 60 km al sud de Jiuquan, a 39° 12′ N, 98° 32′ E / 39.200°N,98.533°E, s'alça fins a 5.547 m, constituint l'elevació més alta de Gansu. És el cim més alt de la serralada principal, però hi ha dos cims més alts més al sud, Kangze'gyai a 38° 30′ N, 97° 43′ E / 38.500°N,97.717°E amb 5.808 m i Qaidam Shan a 38° 2′ N, 95° 19′ E / 38.033°N,95.317°E amb 5.759 m.
La serralada continua a l'oest amb el Yema Shan (5.250 m) i Altun Shan (5.798 m). A l'est, passa pel nord del llac Qinghai, acabant en el Daban Shan i Xinglong Shan a prop de Lanzhou, amb el cim Maoma Shan (4.070 m). Seccions de la Gran muralla de la dinastia Ming recorren els seus pendents del nord, i cap al sud i al nord del cim Longshou Shan (3.616 m).

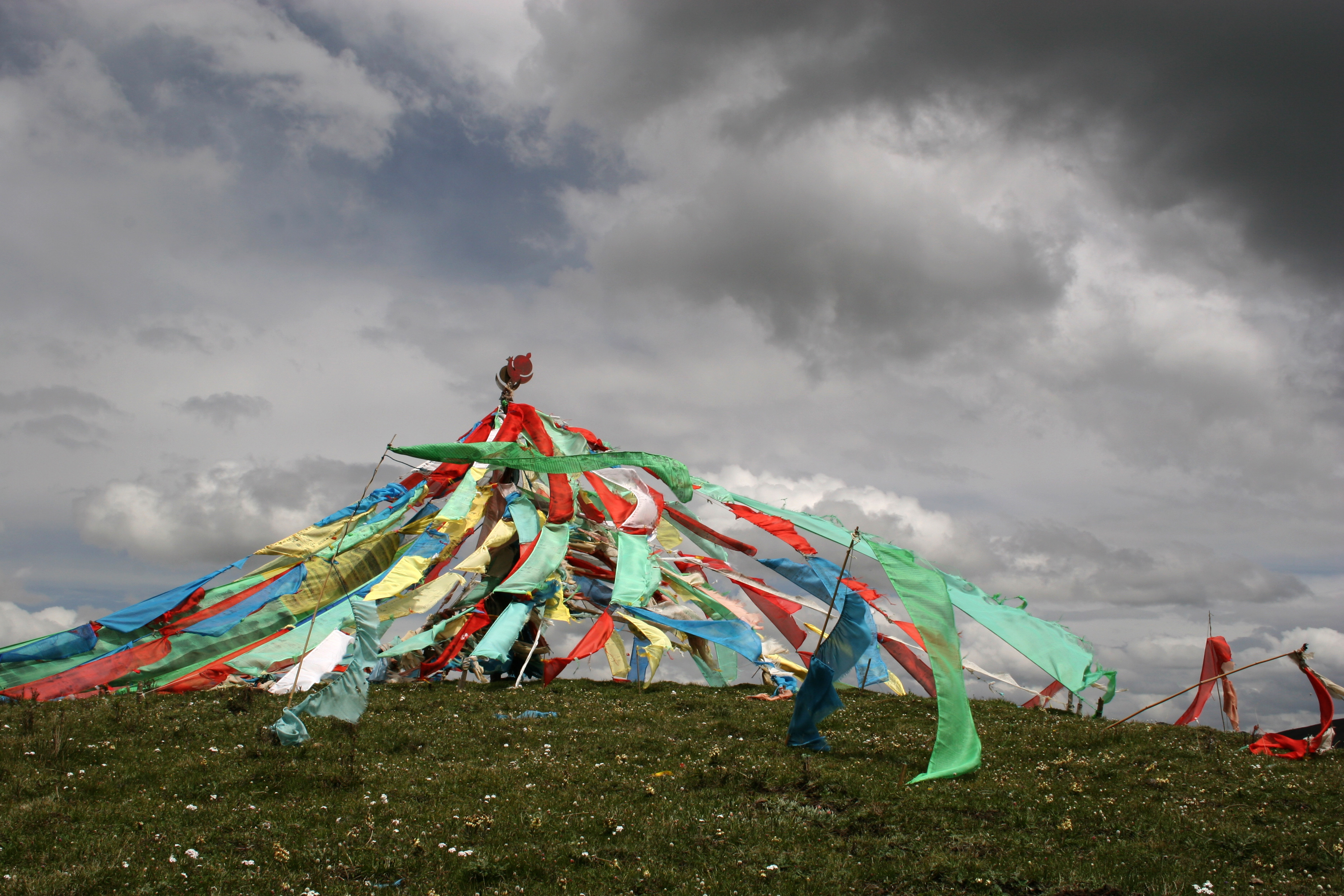
Banderes d'oració al vent, a Qilian Shan